# Bluesquare
Bluesquare je česká bluesrocková kapela z moravskoslezského Fulneku. Jedná se o čtyřčlenné uskupení v nástrojovém složení basová kytara, bicí, elektrická kytara a tenorsaxofon. Ústřední postavou skupiny je frontman a kytarista Štěpán Gruchala, který je zároveň autorem většiny skladeb a všech textů. Ve svojí hudbě se Bluesquare inspirují blues, jižanským rockem, psychedelickým rockem, ale i dalšími vlivy. Kromě množství samostatných koncertů mají za sebou také řadu dvojkoncertů (například s Pepou Streichlem či Romanem Dragounem) a účastí na festivalech (z žánrových například mezinárodní Front Porch Blues czyli... Lauba pełno bluesa v polském Chořově, Jazz Blues Fest Liščí Mlýn, Fest Blues Kolín či Prague Blues eXchange, dále například Dolnolhotský buben aj.).

## Diskografie
Sychravé ráno (2014, TTRec.):
1. Zase se tají dech
2. Prach prachu
3. Ani mlčet nemám s kým
4. Chci si jen hrát
5. Sychravé ráno
6. Kvílí, už zase kvílí
7. Neměním směr
8. Zkurvený den
9. Čas platit
10. Suterénní byt
11. Nechoď spát
12. Vlasy barvy slámy
13. Šlápnutí do prázdna

## Ocenění
Skupina získala ocenění Zajíc 2010 jako nejlepší kapela v Moravskoslezském kraji v kategorii jazz/blues.